# Dunavecse
Dunavecse är en mindre stad i Ungern, med 3 806 invånare 2019.
Den år 2007 invigda Pentelebron över Donau går mellan Dunavecse och Dunaújváros.